# Festival Internacional de Jazz de Madrid

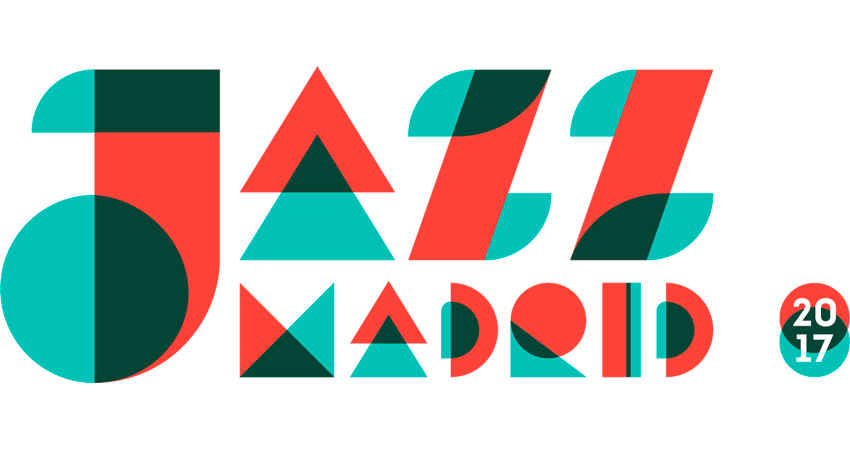
Logotipo del festival en el 2017.

Desde los años 80 el jazz ocupa un lugar preferente en la programación musical de Madrid. Prácticamente todas las salas de música en directo programan jazz durante todo el año. En sus locales es fácil encontrar a grandes figuras internacionales junto a figuras emergentes, a formaciones de jóvenes músicos que improvisan y convocan jam sessions de forma habitual en estos recintos, llenando de vida la noche madrileña. A esto se une la circunstancia de que el jazz se ha hecho un hueco estable en los programas didácticos de los conservatorios de Madrid y en las escuelas de música. 
El Festival Internacional de Jazz de Madrid responde a esa demanda creciente de jazz y a la existencia de nuevos públicos deseosos de escuchar nuevas propuestas jazzísticas.
El Festival madrileño se suma a otras iniciativas que han ido surgiendo en todas las capitales europeas, reforzando la estrecha vinculación entre estos ciclos y los respectivos ayuntamientos, porque son proyectos que cohesionan la cultura en la ciudad.
El Festival Internacional de jazz de Madrid es, además, un importante escaparate para la ciudad, y la convierte en un destino turístico cultural de primer orden, al tiempo que contribuye a situarla en el lugar que le corresponde como capital de un país que tiene en la cultura su valor más incuestionable y su principal atractivo turístico.

## Ediciones
En 2014, el Festival Internacional de Jazz de Madrid, JAZZMADRID14, contó con estrellas internacionales Dee Dee Bridgewater, Al Di Meola, Richard Galliano, Zakir Hussain, James Brandon Lewis, Richard Galliano, Sebastián Chames, Aldo Romano y figuras del jazz españolas: Jorge Pardo, Chano Domínguez, Iñaki Salvador y Alexis Delgado y formaciones de jóvenes intérpretes. 
En 2015, JAZZMADRID15 contó con John Scofield junto a Joe Lovano, Kurt Elling, Marc Ribot, Maria Schneider, Esperanza Spalding, Rita Martotulli, y los españoles Agustín Fernández y Pedro Ruy-Blas entre otros.
Músicos de todas las geografias del mundo estuvieron presentes, el laudista beirutí Rabih Abou Khalil, el cantante y bajista Richard Bona de Camerún y el maliense Habib Koité.
En 2016 celebró su edición del 25 de octubre al 27 de noviembre en el Conde Duque y el Centro Cultural de la Villa Fernán Gómez. 
JAZZMADRID16 contó con la participación de artistas consagrados y emergentes. Gregory Porter, Hiromi Uehara, Dave Holland, entre ellos y toda una leyenda el tenorsaxofonista Charles Lloyd.
Una de las novedades de 2016 fue el blues, desde el estilo tradicional estadounidense de Corey Harris, al más cosmopolita representado por el guitarrista nativo del Bronx Popa Chubby. Y, dos grades mujeres con señas de identidad propias: La balcánica Ana Popovic y la canadiense Sue Foley.
La cuota general de las mujeres en el cómputo artístico de la cartelera del festival, fue de más de un tercio de participación. Madeleine Peyroux, Robin McKelle, Somi, o René Marie entre ellas.
En 2017 celebró su edición del 2 al 30 de noviembre, con  más de 100 actuaciones y 6 horas diarias de música. Dee Dee Bridgewater, Ron Carter, Jorge Pardo, Jean Luc Ponty, Joe Louis Walker, Mulatu Astakte, Chris Potter, James Carter, Bill Frisell, Moisés P. Sánchez, Kyle Eastwood, Steve Coleman o Philip Catherine, fueron los artistas destacados entre el centenar de propuestas en JAZZMADRID17.
JAZZMADRID18 se desarrolló entre el 6 y el 30 de noviembre de 2018. Los conciertos centrales comenzaron a cargo del Art Ensemble of Chicago, seguidos por David Murray, Billy Cobham, Regina Carter, Michel Camilo, Stacey Kent, Ximo Tébar, Stefano Bollani, Pablo Martín Caminero y Richard Bona, entre otros. Los artistas consagrados, con sus proyectos más recientes, tuvieron un espacio fundamental, entre los que cabe destacar, entre otros: Charles McPherson, Mulatu Astatke, la Soulbop de Bill Evans y Randy Brecker y los Yellowjackets. El jazz contemporáneo representado por el saxofonista John Surman, el dúo de David Murray y Saul Williams, a Mary Halvorson, Kinga Glyk, Jim Black, Tigran Hamasyan, la formación Migration del baterista Antonio Sánchez, el trompetista Avishai Cohen, o la confrontación entre los músicos israelíes Shay Zelman y Anat Fort con el etíope Abbate Barihun. En este mismo capítulo experimental, músicos como Nils Petter Molvaer, el dúo Adam Baldych y Helge Lien, Stefano Bollani o los que representan el blues en el programa: el trío de Corey Harris y la Troublemakers Blues Review.
JAZZMADRID19 se celebró del 28 de octubre al 30 de noviembre de 2019.
El festival dio comienzo con la actuación del cuarteto del pianista Herbie Hancock, y concluyó con el quinteto del también pianista Moisés P. Sánchez. De la mano de Myra Melford, Nubya García, Joe Lovano al frente del Tapestry Trio, Marc Ribot, Mina Agossi, David Virelles, Maher Beauroy, los dos grupos en Residencia de Conde Duque y del dúo conformado por Peter Brötzmann y Heather Leigh, estuvo representado el jazz más novedoso y aventurero. El contrabajista Ron Carter y el trompetista Charles Tolliver tuvieron también cabida en los diferentes escenarios de esta edición.
JAZZMADRID20 tuvo lugar del 5 al 29 de noviembre de 2020 siendo una apuesta definitiva por el jazz local, marcada por la situación ante la pandemia, una la edición de músicos consagrados y de jóvenes creadores. La coloración flamenca del cuarteto del trompetista Enriquito, el macroespectáculo del multiinstrumentista Tino Di Geraldo, Javier Colina, Josemi Carmona, Antonio Serrano y Borja Barrueta, la presentación de los pianistas David Dorantes y Daniel García, el estreno del último disco del contrabajista Pablo Martín Caminero, y la esperada nueva visita del grupo de la flautista María Toro, una de las grandes revelaciones de nuestro jazz. Jazz aventurero con 
el Ambient Jazz Trío del guitarrista Suso Saiz y el proyecto «Plutón» del noneto del altosaxofonista Ernesto Aurignac. Se cerró la edición 2020 con Martirio y el pianista Chano Domínguez con su homenaje «A Bola de Nieve», el compositor cubano Ignacio Villa.
El festival completa su cartel con exposiciones, teatro, debates y cine. Enriqueciendo la oferta y difundiendo la cultura del jazz en Madrid con una amplia variedad de actividades paralelas.

## Colaboraciones
Cuenta con la participación de numerosas instituciones culturales madrileñas. Entre las que destacan La Biblioteca Nacional de España, el Centro Nacional de Difusión Musical, el Círculo de Bellas Artes, Cineteca, Matadero Madrid, Instituto Francés y el Instituto Polaco de Cultura.
Jazz en los Distritos, el Festival de Jazz de Ciudad Lineal y la red de salas y clubes de la Asociación La Noche en Vivo. Incorporaciones destacables son AC Recoletos Jazz, Colegio Mayor Universitario Fundación SEPI, Ámbito Cultural de El Corte Inglés y el Taller de Músics de Barcelona.  